# Bernt Carlson
Bernt Carlson, född 25 juni 1944 i Stockholm, Sverige, död 15 februari 2019, var en svensk författare.

## Biografi
Carlson debuterade 1968 med novellen Avkomman i "Grupp 68", utgiven av "Wahlström & Widstrand". 1969 kom den första egna novellsamlingen "Program till matchen och signalsystemet, program!" Denna debut fick ljumma recensioner av Benkt-Erik Hedin i Bonniers Litterära Magasin nr 9 1969. Benkt-Erik Hedin skriver att det är tänkbart att Bernt Carlson har möjligheter att skriva en rimlig bok men i sin debut har han skymt sina kvaliteter på ett tröttsamt sätt. 6 år senare går det att läsa om Bernts utveckling när Petter Bergman skriver i recensionen av Sankmark i Bonniers Litterära Magasin nr 2 1975: I likhet med de flesta bra romaner ger Sankmark det intrycket att händelseförloppet är oundvikligt och fullkomligt naturligt - hur egendomligt det än kan verka. Bernt Carlson gestaltar människors utsatthet men avstår från att peka på orsakerna, detta skriver Sigvard Mårtensson, tidigare chef på Radioteatern i förordet till Svenska Radiopjäser 1978.

## Radiopjäser
- 1978 – Något om Konrad Hickbrallas utflykter